# Distrito Escolar Independiente de Spring

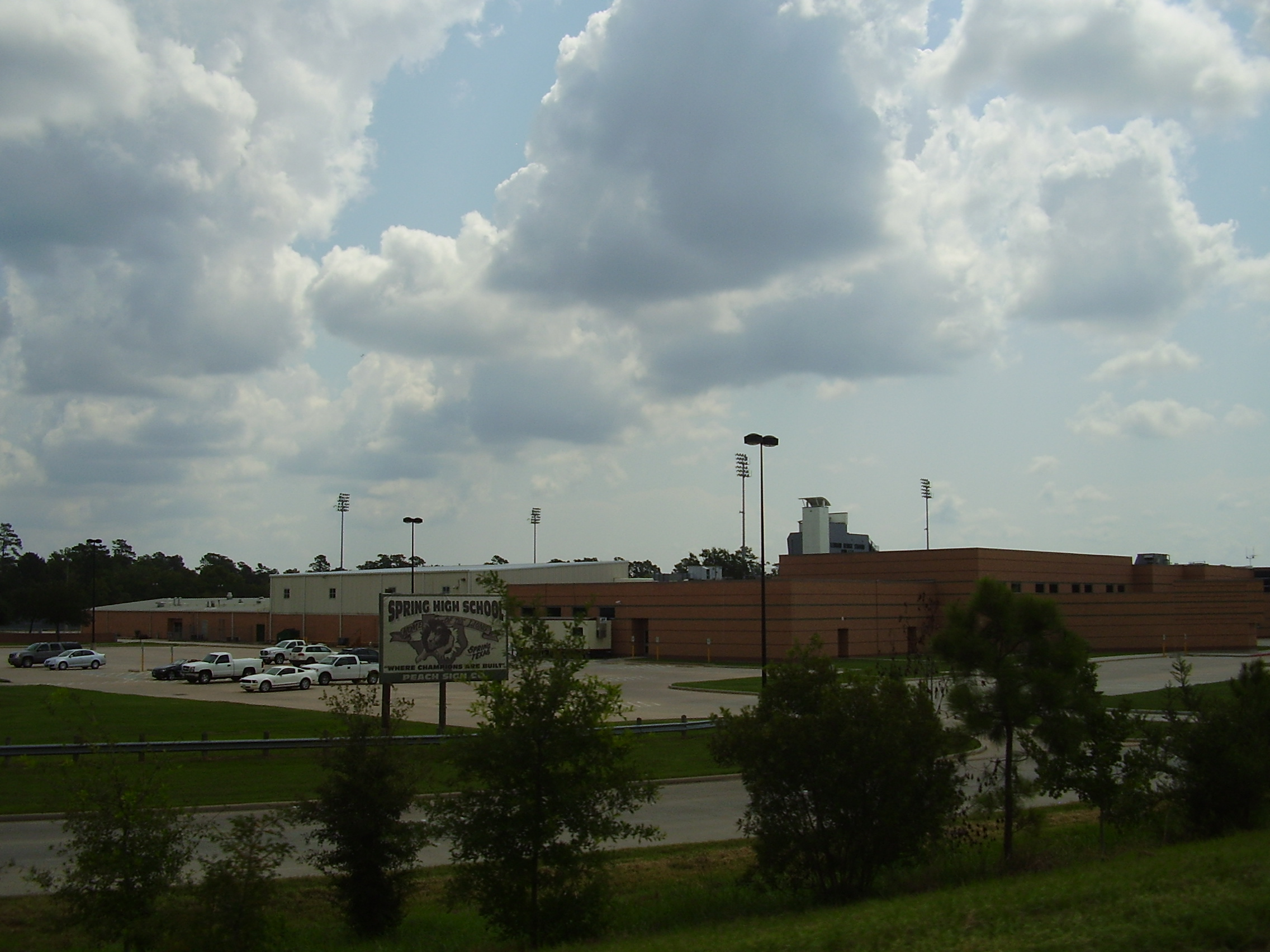
Escuela Secundaria Spring.

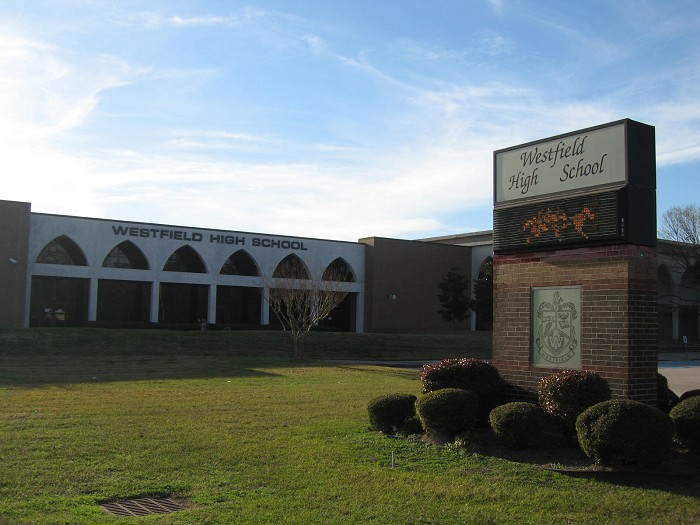
Escuela Secundaria Westfield.

El Distrito Escolar Independiente de Spring (Spring Independent School District o SISD en inglés) es el distrito escolar del estado de Texas, Estados Unidos. Su sede está en el Gordon M. Anderson Leadership Center, 16717 de Ella Boulevard, en el Condado de Harris. Gestiona escuelas en áreas no incorporadas, incluyendo Spring.

## Historia
En 1935, los distritos escolares Harrell Common School District y Spring Common School District se consolidaron, formando el Spring ISD.
Con el paso del tiempo, la demografía del distrito cambió. En el año escolar de 1995-1996, 28% de los estudiantes del distrito eran de familias de bajos ingresos. Sus datos demográficos raciales eran 56% blancos no hispanos, 20% negros no hispanos, y 18% hispano.  En el año escolar de 2005-2006, 55% de los estudiantes del distrito eran de familias de bajos ingresos. Sus datos demográficos raciales eran 39% negros no hispanos, 33% hispanos, y 23% blancos no hispanos.
En 2007, 190 residentes de Northgate Forest, un barrio del Condado de Harris con una superficie de 430 acres, solicitaron dejar Spring ISD y unirse al Distrito Escolar Independiente de Klein. El líder del movimiento de secesión, Tom Matthews, dijo que teniendo Northgate Forest en Klein ISD causará mejores valores de la propiedad, mejor educación y mejor eficiencia financiera en las escuelas. En abril de 2007, el Spring ISD rechazó la petición.El Klein ISD también negó la solicitud la petición.Matthews preguntó a la Agencia de Educación de Texas para tomar una decisión.

## Escuelas

### Escuelas secundarias (high schools)
- Escuela Secundaria Andy Dekaney
- Escuela Secundaria Spring
- Escuela Secundaria Westfield
- Escuela Secundaria Carl Wunsche Sr.

### Escuelas intermedias
- Escuela Intermedia Rickey C. Bailey
- Escuela Intermedia Bammel
- Escuela Intermedia Stelle Claughton
- Escuela Intermedia O. B. Dueitt
- Escuela Intermedia Twin Creeks
- Escuela Intermedia Edwin M. Wells
- Escuela Intermedia Dr. Edward Roberson, A Math, Science and Fine Arts Academy

### Escuelas primarias
- Escuela Primaria George E. Anderson
- Escuela Primaria Bammel
- Escuela Primaria Joseph S. Beneke
- Escuela Primaria Carolee Booker
- Escuela Primaria Chet Burchett
- Escuela Primaria B. F. Clark
- Escuela Primaria B. F. Clark Intermediate School
- Escuela Primaria Milton Cooper
- Escuela Primaria Ralph Eickenroht
- Escuela Primaria Heritage
- Escuela Primaria Pearl M. Hirsch
- Escuela Primaria R.J. Hoyland
- Escuela Primaria Mildred I. Jenkins
- Escuela Primaria Donna C. Lewis
- Escuela Primaria Joan Link
- Escuela Primaria Helen Major
- Escuela Primaria Gloria Marshall
- Escuela Primaria Ginger McNabb
- Escuela Primaria Otto H. Meyer
- Escuela Primaria Northgate Crossing
- Escuela Primaria Ponderosa
- Escuela Primaria Pat Reynolds
- Escuela Primaria Salyers
- Escuela Primaria Lewis Eugene Smith
- Escuela Primaria Deloras E. Thompson
- Escuela Primaria John A. Winship